# Bibliothek des Ärztlichen Vereins in Hamburg

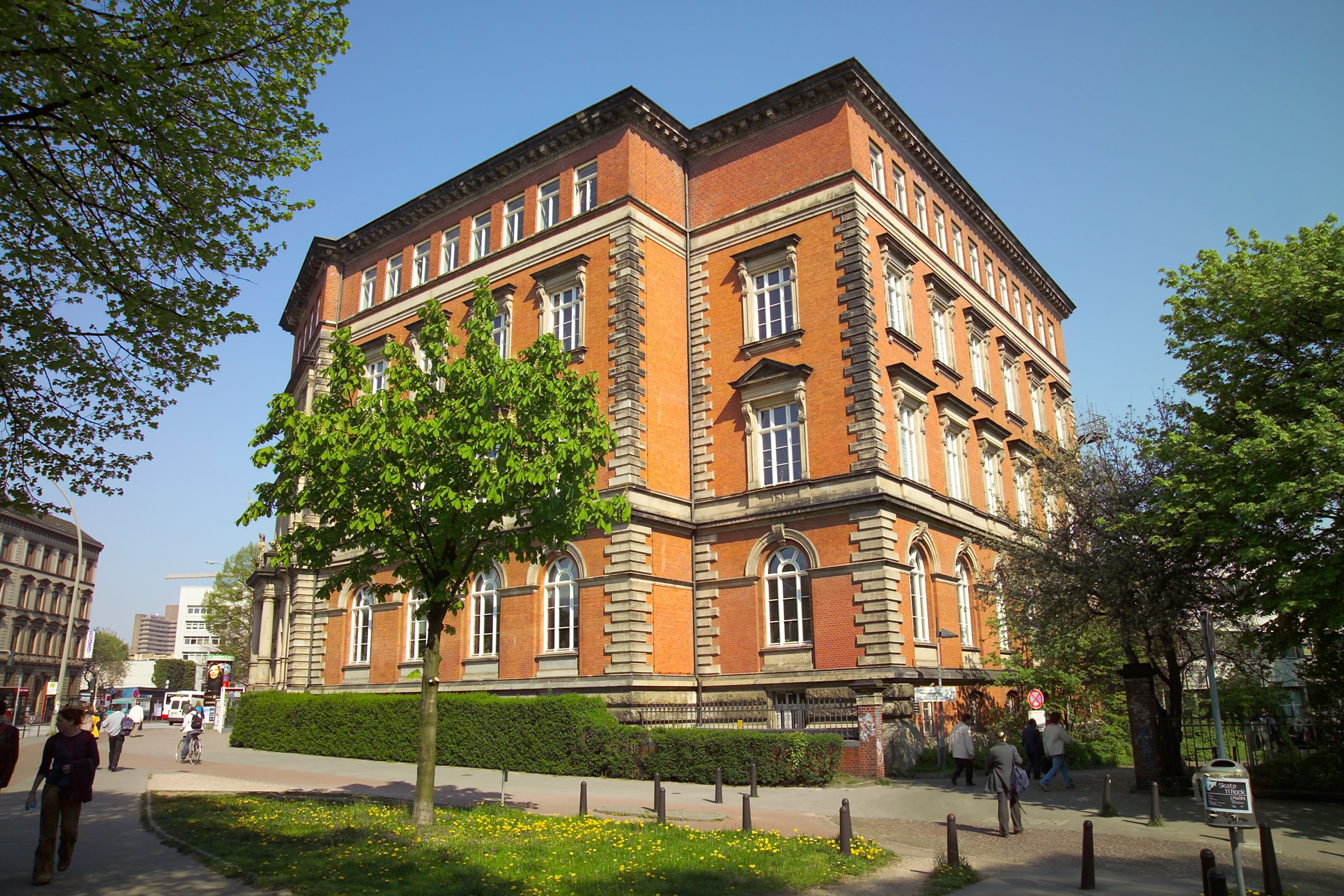
Altbau der Staats- und Universitätsbibliothek Hamburg, ehemaliger Sitz der Bibliothek des Ärztlichen Vereins in Hamburg

Die 200 Jahre bestehende Bibliothek des Ärztlichen Vereins in Hamburg (BÄV) wurde zum 30. April 2017 geschlossen. Sie war eine von der Ärztekammer Hamburg getragene Spezialbibliothek für Medizin. Sie befand sich im 1. Stock des Altbaus der Staats- und Universitätsbibliothek Hamburg Carl-von-Ossietzky (SUB).
Die Bibliothek wurde gleichzeitig mit dem Ärztlichen Verein in Hamburg am 2. Januar 1816 von Johann Heinrich de Chaufepié gegründet und begann ab 1817 mit der öffentlichen Ausleihe in der Johannisstraße. Bis 1842 wuchs der Buchbestand durch Spenden und Kauf bis auf fast 10.000 Bände. Beim Großen Brand im Mai 1842 wurde ein Großteil der Bibliothek zerstört, jedoch rettete der damalige Bibliothekar Friedrich Nikolaus Schrader die wertvollsten Bücher. 1876 zog die Bibliothek in das Gebäude der Patriotischen Gesellschaft an der Börsenbrücke. Weitere Umzüge erfolgten 1924 in die Staatsbibliothek am Speersort und 1937 ins Haus der Ärzte An der Alster 49. Zu Beginn des Zweiten Weltkriegs erklärte sich der Neurologe Max Nonne bereit, die Bibliothek in sein Sommerhaus bei Trittau zu überführen, was Verluste des Bestandes verhinderte. Nach dem Krieg wurde die Bibliothek wieder in der Staatsbibliothek untergebracht, konnte allerdings aus Platzmangel erst 1960 wieder ihre kompletten Bestände aufstellen. Seit 1983 befand sie sich an ihrem Standort im Altbau der SUB.
Die Ärztekammer Hamburg hat im September 2016 eine Kooperationsvereinbarung mit der SUB geschlossen. Die wertvollen Bestände der BÄV wurden als „Historische Bibliothek des Ärztlichen Vereins“ in die Abteilung Sondersammlungen der SUB aufgenommen und als solche im Katalog kenntlich gemacht. Auf diese Weise wird ein weiterer bedeutender Teil des Gesamtbestands der BÄV erhalten und bleibt sowohl der Ärzteschaft als auch der interessierten Öffentlichkeit weiterhin zugänglich.